# Карлук (Качугский район)
Карлук — село в Качугском районе Иркутской области России. Административный центр Карлукского муниципального образования. Находится примерно в 61 км к югу от районного центра.

## Население
По данным Всероссийской переписи, в 2010 году в селе проживало 218 человек (109 мужчин и 109 женщин).